# Ди Паскуале, Арно
Арно ди Паскуале (фр. Arnaud Di Pasquale); (род. 11 февраля 1979 года) ― бывший профессиональный игрок в теннис из Франции.
Самым заметным спортивным достижением ди Паскуале является его бронзовая медаль, завоёванная на летних Олимпийских играх 2000 года в одиночном зачёте. Он обыграл Николаса Кифера, Владимира Волчкова, Хуана Карлоса Ферреро и швейцарца Роджер Федерера в матче за бронзу, но ещё удивительнее была его решительная победа над именитым игроком Магнусом Норманом из Швеции в третьем раунде турнира. Ди Паскуале также вышел в четвертый раунд Открытого чемпионата Франции в 1999 и 2002 годах и стал победителем в одиночном зачёте (на турнире в Палермо в 1999 году).

## Соревнования среди юниоров
Ди Паскуале преуспел в теннисе, ещё будучи юниором, установив рекордный счёт 103-25 в одиночном зачёте и тем самым заняв позицию № 1 среди самых результативных игроков в декабре 1997 года (и также 17-е место в парном разряде).

### Результаты Юниорского шлема — одиночный зачёт
- Открытый чемпионат Австралии: полуфинал (1997)
- Открытый чемпионат Франции: полуфинал (1997)
- Уимблдон: 3-й раунд (1996)
- Открытый чемпионат США: Победа (1997)

## Олимпиада
| Результат | Год  | Покрытие | Соперник в финале | Счёт                    |
| --------- | ---- | -------- | ----------------- | ----------------------- |
| Бронза    | 2000 | Хард     | Роджер Федерер    | 7-6(7-5), 6-7(7-9), 6-3 |

## Финалы за карьеру

### Одиночный разряд (1-1)
| Результат | №  | Дата             | Турнир                               | Покрытие | Соперник в финале   | Счёт          |
| --------- | -- | ---------------- | ------------------------------------ | -------- | ------------------- | ------------- |
| Поражение | 1. | 20 сентября 1998 | Открытый чемпионат Румынии, Бухарест | Грунт    | Франсиско Клавет    | 4-6, 6-2, 5-7 |
| Победа    | 1. | 11 октября 1999  | Палермо, Италия                      | Грунт    | Альберто Берасатеги | 6-1, 6-3      |